# Catalinski nebeski pregled
Catalinski nebeski pregled (eng. Catalina Sky Survey, CSS) je projekt pregleda za otkrivanje kometa i asteroida i istraživanje okolozemnih objekata. Zove se po planinskom masivu na kojem je teleskop, planinama Santi Catalini kod Tucsona u Arizoni. Osoblje Pregleda vodi Stephen M. Larson iz mjesečeva i planetna laboratorija Arizonskog sveučilišta. Projekt uz sveučilište vodi NASA. CSS je otvoren travnja 1998. godine. Nalazi se na visini od 2 510 metara nadmorske visine. Projekt ima homolognu ustanovu na južnoj polutci u Australiji: Siding Spring Survey (Pregled Siding Spring), prekinut srpnja 2013. godine. CSS je 5. po otkrivanju asteroida. Do 29. listopada 2018. otkrili su 27 633 asteroida u razdoblju od 1998. do 2016. godine.

## Vanjske poveznice
- Službene stranice (eng.)